# Ainan
Ainan is een bestuurslaag in het regentschap Timor Tengah Utara van de provincie Oost-Nusa Tenggara, Indonesië. Ainan telt 359 inwoners (volkstelling 2010).